# Nkambé
Nkambé é uma cidade dos Camarões localizada na província de Noroeste. Nkambé é a capital do departamento de Donga-Mantung.